# Darren Criss
Darren Everett Criss (San Francisco, 5 februari 1987) is een Amerikaans-Filipijnse acteur en singer-songwriter. Hij speelde in verschillende musicals van de musicalgroep StarKid Productions (University of Michigan) en is het meest bekend voor zijn rol in Glee als Blaine Anderson, tot seizoen 2 lid van de "Dalton Academy Warblers", daarna lid van "New Directions". Daarnaast portretteerde Criss de rol van Andrew Cunanan in de serie The Assassination of Gianni Versace: American Crime Story (2018), waarmee hij onder andere een Emmy en een Golden Globe won.

## Glee
Vanaf seizoen 2 speelt Darren Criss in Glee de rol van de homoseksuele tiener Blaine Anderson, leadzanger van de "Dalton Academy Warblers", een volledig mannelijk a capella-koor (waarbij alle achtergrondzangers afkomstig zijn van de "Tufts University's Beelzebubs"). In eerste instantie werd Criss' personage een mentor voor Kurt Hummel, dit liep halverwege seizoen 2 uit op een relatie tussen de twee personages.
Criss' eerste solo in Glee, Teenage Dream, werd een nummer 1-hit in de Billboard Charts, en is 214 000 keer verkocht in de eerste week nadat de single werd uitgebracht. Dit was de eerste keer dat een cover van Glee op een nummer 1-plek in de hitlijsten stond. Daarnaast is het nummer het best verkochte nummer van Glee.
Darren Criss zette deze positieve stap voort met liedjes als: Baby It's Cold Outside, Bills, Bills, Bills, When I Get You Alone, Silly Love Songs, Hey Soul Sister, Animal, Candles en Raise Your Glass. De laatste heeft in de top tien van iTunes gestaan.
In seizoen 3 van Glee is zijn personage 'Blaine Anderson' een van de twaalf hoofdrollen geworden. Hij behoort hier ook niet meer bij de "Warblers", maar bij de "Glee Club" waar de serie vooral om draait: de "New Directions". Ook in seizoen 3 heeft hij solo's, tot nu toe: It's Not Unusual, Something's Coming en Last Friday Night (T.G.I.F).
Criss is enorm populair geworden als Blaine Anderson, voornamelijk door de relatie die Blaine met Kurt had. Deze relatie heeft en had een grote fanbase van vele tienermeisjes. Criss' personage in Glee heeft samen met zijn tegenspeler Chris Colfer echter veel impact gehad. De zoen tussen twee jongens was tijdens het uitzenden van Glee uniek en heeft zeker geholpen bij een betere representatie van LHBT'ers in de amusementswereld. Door de goede representatie van personages in Glee geniet de serie tot op heden grote populariteit onder LHBT'ers.

## Persoonlijk
Criss is de jongste uit een gezin van vier. Hij heeft één oudere broer Chuck Criss, uit de indierockgroep "Freelance Whales". Criss heeft bovendien met zijn broer een eigen band opgericht, "Computer Games". Zijn moeder Cerina Criss (meisjesnaam Bru) is een Filipijnse, en zijn vader Charles William 'Bill' Criss is Amerikaan met een Ierse achtergrond.
Criss is christelijk opgevoed in San Francisco en heeft op de katholieke scholen Stuart Hall for Boys en Saint Ignatius College Preparatory gezeten.
Criss is tot slot actief in de politiek en actief voor goede doelen. Hij steunt al sinds het begin van zijn carrière 'The Trevor Project', een stichting voor LHBT-jongeren die hulp zoeken. Hij heeft onder andere ook 'The Actors Fund' gesteund.
Criss trouwde in 2019 met Mia Swier. In april 2022 is hun eerste kind geboren.
In februari 2022 is zijn broer Chuck overleden.

## Theater
Criss was op zijn tiende al te zien in een voorstelling van de theatergroep 42nd Street Moon, Fanny, in de rol van Cesario. Met deze theatergroep was hij later ook nog te zien in Do I Hear a Waltz? en Babes in Arms.
Criss is ook mede-eigenaar van de theatergroep Team StarKid, gevormd door (ex-)studenten van de Universiteit van Michigan. Met Team StarKid speelde en schreef hij de muziek voor de musicals A Very Potter Musical en A Very Potter Sequel, gebaseerd op de Harry Potter-boeken van J.K. Rowling. In deze musical vertolkte hij de rol van Harry Potter. Ook schreef hij voor Team StarKid de muziek voor de musicals Me and my Dick en Starship.
Begin 2012 maakte de jonge acteur zijn Broadwaydebuut door de rol van J. Pierrepont Finch te vertolken in de musical How to Succeed in Business Without Really Trying. Hierbij trad hij in de voetstappen van Daniel Radcliffe. Verder heeft hij als Hedwig in Hedwig and the Angry Inch op Broadway gestaan. In 2020 werd bekendgemaakt dat hij een rol zou spelen in American Buffalo, in het Circle In The Square Theatre.

## Filmografie

### Films
| Jaar | Titel                      | Rol                |
| ---- | -------------------------- | ------------------ |
| 2005 | I Adora You                | Josh               |
| 2009 | Walker Phillips            |                    |
| 2011 | The Chicago 8              | Yippie Man         |
| 2013 | Girl Most Likely / Imogene | Lee                |
| 2019 | Midway                     | Lt. Eugene Lindsey |
| 2021 | Muppets Haunted Mansion    | The Caretaker      |

### Televisieseries
| Jaar      | Titel                                                     | Rol                      | Opmerkingen |
| --------- | --------------------------------------------------------- | ------------------------ | --- |
| 2009      | Eastwick                                                  | Josh Burton              | Episode 1.3: Madams and Madames Episode 1.5: Mooning and Crooning Aflevering 1.6: Bonfire and Betrayal Aflevering 1.7: Red Ants and Black Widows Aflevering 1.9: Tasers and Mind Erasers |
| 2010      | Cold Case                                                 | Ruben Harris '69         | Episode 7.20: Free Love |
| 2010–2015 | Glee                                                      | Blaine Anderson          | Regelmatig terugkerend personage in 9 afleveringen, en sinds seizoen 3 een vast personage                                                                                                |
| 2011      | Archer                                                    | Mikey and Tommy (Voices) | Aflevering 2.9: Placebo Effect |
| 2017      | The Flash                                                 | Music Meister            | Aflevering 3.17: Duet |
| 2018      | The Assassination of Gianni Versace: American Crime Story | Andrew Cunanan           | Hoofdpersonage |
| 2020      | Hollywood                                                 | Raymond Ainsley          | Hoofdpersonage |
| 2024      | Hazbin Hotel                                              | Sint Petrus              | Ingesproken gastrol, ook zangstem van Petrus |

### Theater
- Fanny (1997) als Cesario
- Do I Hear a Waltz (1998) als Mauro[3]
- Babes in Arms (1999) als Beauregard Calhoun
- A Very Potter Musical (2009) als Harry Potter
- Me and My Dick (2009) als een Italiaanse restauranteigenaar (stem); songwriter en gitarist
- A Very Potter Sequel (2010) als Harry Potter
- Starship (2011); songwriter
- How to Succeed in Business Without Really Trying (2012) als J. Pierrepont Finch
- A Very Potter Senior Year (2012) als Harry Potter
- Hedwig and the Angry Inch (2015) als Hedwig Robinson
- American Buffalo (2020) als Bobby

### Webseries
- Little White Lie (2007) als Toby Phillips; ook songwriter

### Muziekvideo's
- Skin & Bones (2009) door Charlene Kaye
- Magnolia Wine (2009) door Charlene Kaye
- Roll with Me (2009) door Montgomery Gentry
- Dress and Tie (2011) door Charlene Kaye en Darren Criss
- Last Friday Night (T.G.I.F.) (2011) door Katy Perry, als Aaron Christopherson
- Already Home (2014) door A Great Big World

## Discografie

### Team StarKid
- Little White Lie (2007)
- A Very Potter Musical (2009)
- Me and My Dick (A New Musical) (2010)
- A Very StarKid Album (2010)
- A Very Potter Sequel (2010)
- Starship (2011)

### Solo (2010)
- Human (EP)
- Sami
- Jealousy
- Don't You
- Not Alone

### Homework (2017)
- I dont mind
- the day that the dance is over
- foolish thing
- going nowhere
- i dreamed a dream

### Computer Games (2017)
- We Like It
- Every Single Night
- Lost Boys Life (EP)

- Biblioteca Nacional de España: XX5167543
- Bibliothèque nationale de France: cb16607141k (data)
- Gemeinsame Normdatei: 1253361703
- International Standard Name Identifier: 0000 0001 1891 321X
- Library of Congress Control Number: no2011061422
- MusicBrainz: 989a05be-85e2-4586-a5f4-4207a0a28391
- Nationale Bibliotheek van Israël: 987007420141105171
- Système universitaire de documentation: 162485050
- Virtual International Authority File: 1852159474419027662546